# Читалище „Еленка и Кирил Д. Аврамови“
Народно читалище „Еленка и Кирил Д. Аврамови“ е първото българско културно средище, основано е в град Свищов.

## История
Културният център е основан на 30 януари 1856 година в Свищов по инициатива на Емануил Васкидович, Георги Владикин, Христаки Филчов и Димитър Начович. Първите сбирки за основаването се провеждат в дома на Димитър Начович. Първото театрално представление се състои на 1 февруари 1870 г. Подготвено е от Д. Шишманов декорите са направени от Николай Павлович, а поставената пиеса е „Многострадална Геновева“. Учителят и автор на учебници Васкидович, който развива широка просветна дейност, споделя със съгражданите си най-ценния дар, който притежава – личната си библиотеката, включваща над 800 книги. Към библиотеката се доставят вестници и списания на български, руски, френски, немски, румънски, сръбски и гръцки език. През 1904 година Кирил Д. Аврамов прави щедър жест и дарява на свищовската община 200 000 златни лева за построяване на сграда за театър и читалище. Към него се създават Първа обществена библиотека, Първи български хор „Янко Мустаков“.  Днес в книгохранилището на библиотеката при читалището се пазят 12 ръкописа и над 600 старопечатни книги.